# Lupșanu (gmina)
Lupșanu – gmina w Rumunii, w okręgu Călărași. Obejmuje miejscowości Lupșanu, Nucetu, Plevna, Radu Vodă i Valea Rusului. W 2011 roku liczyła 3499 mieszkańców. 